# Arunachal Pradesh
Arunachal Pradesh (hindi:  अरुणाचल प्रदेश) je indijska savezna država, smještena na krajnjem istoku zemlje. Savezna država Arunachal Pradesh graniči s indijskim saveznim državama Assam i Nagaland, te Mjanmarom, Butanom i Tibetom.
Država ima 1,091.117 stanovnika i prostire se na 83.743 km2. Glavni grad države je Itanagar. 
Dio područja savezne države Arunachal Pradesh, Kina i Tajvan smatraju svojim teritorijem, tj. dijelom južnog Tibeta.